# Војвођани
Војвођани су становници Аутономне Покрајине Војводине. Термин представља регионалну ознаку и може се односити на припаднике различитих народа и етничких група које живе на овом подручју.

## Идентитет
Већина Војвођана у етничком смислу себе сматра припадницима одређених етничких група и народа - Срба, Мађара, Хрвата, Словака, Румуна, Русина, Јевреја итд. Мањи део њих се на попису становништва и изјашњава као Војвођани. Овакво изјашњене особа у резултатима пописа сврстане су у категорију регионалне и територијалне припадности, заједно са другим грађанима који су се изјаснили по регионалној, територијалној или локалној припадности (нпр. Бачвани, Банаћани, Сремци, Мачвани, Шумадинци, Врањанци, Ужичани, Југословени итд.).
Многи становнике Војводине називају Пречански Срби или Пречани, или мушкарце: Лале и жене: Сосе; исти термин се може односити само на Банаћане. Док Војвођански Мађари користе израз Раци (мађ. Rácok) којим називају Војвођанске Србе. Израз се односи на становнике средњовековне Рашке односно данашње Србе који су насељавали територију данашње Војводине.

## Географија
Војвођани претежно живе на подручју АП Војводине, то јест на северу Републике Србије, односно у Панонској низији средње Европе и Балканском полуострву. Значајан број особа пореклом са подручја АП Војводине живи и у дијаспори.

## Бројност Војвођана
Према попису из 2011. године АП Војводина је имала 1.931.809 становника, претежно Срба (66,76%), а такође и Мађара (13,00%), Словака (2,60%), Хрвата (2,43%), Рома (2,19%), Румуна (1,32%), итд. Одређен број особа пореклом са подручја АП Војводине живи и у другим деловима Србије, као и у разним земљама у дијаспори, првенствено у Немачкој, Аустрији, Швајцарској, САД-у, Канади и Аустралији.
Највећи урбани центри Војводине су Нови Сад, Суботица, Зрењанин и Панчево, а значајан број Војвођана живи и у Београду.
Уочи пописа становништва из 2011. године, у градовима Војводине је једна недефинисана невладина организација постављала билборде који су сугерисали да се грађани на попису изјасне као Војвођани. Према последњем попису становништва у Републици Србији, на подручју целе Србије се 30.771 становника изјаснило по регионалној припадности, од чега их је 28.567 било на подручју АП Војводине. Међутим, нема прецизних податка колико се њих изјаснило као Војвођани.

## Језици и религија
Становници Војводине претежно говоре српски језик, а мањим делом и мађарски, хрватски, румунски, словачки, русински, украјински, итд.
По вероисповести су највећим делом православни хришћани, а мањим делом и католици, протестанти, евангелисти, муслимани, итд.

## Регионалне подгрупе
Војвођани се у регионалном смислу деле на четири велике подгрупе - Бачване, Банаћане, Сремце и северне Мачване. У оквиру ових регија постоје и неке мање микрорегије, као што су Шајкашка, Подлужје, Фрушка гора, итд.